# Jurij Łytwyn
Jurij Ołeksijowycz Łytwyn, ukr. Юрій Олексійович Литвин (ur. 30 kwietnia 1968 w Bułachiwce w obwodzie dniepropietrowskim) – ukraiński polityk, deputowany Rady Najwyższej Ukrainy, z wykształcenia zootechnik i menedżer.
Od 2000 pracował w administracji lokalnej i regionalnej. W 2007 z listy Bloku Łytwyna został wybrany na posła do Rady Najwyższej, mandat sprawował do 2012.